# シルヴァーノ・ピエトラ
シルヴァーノ・ピエトラ（伊: Silvano Pietra）は、イタリア共和国ロンバルディア州パヴィーア県にある、人口約700人の基礎自治体（コムーネ）。

## 地理

### 位置・広がり

#### 隣接コムーネ
隣接するコムーネは以下の通り。
- カゼイ・ジェローラ
- コラーナ
- コルナーレ・エ・バスティーダ
- メッツァーナ・ビーリ
- サンナッツァーロ・デ・ブルゴンディ
- ヴォゲーラ

### 気候分類・地震分類
気候分類では、zona E, 2619 GGに分類される。
また、イタリアの地震リスク階級 (it) では、zona 3 (sismicità bassa) に分類される
。